# Sixten Nilsson (fotbollsspelare)
Alf Johan Sixten Nilsson, född 5 januari 1931 i Göteborg, var en svensk fotbollsspelare som representerade Gais under 1950-talet.
Nilsson kom till Gais från den lilla Göteborgsklubben Vidkärrs IF inför vårsäsongen 1954, och spelade två allsvenska matcher för klubben när man samma vår bärgade SM-guldet.
Nilsson har beskrivits som en "liten, men kraftig krabat, orädd och skottstark." Sammanlagt spelade han 50 seriematcher för Gais och gjorde sex mål.